# Madeley (Shropshire)
Madeley è una delle comunità che, aggregate, formano la new town di Telford, nella contea dello Shropshire, in Inghilterra.